# Aleksander Lesser

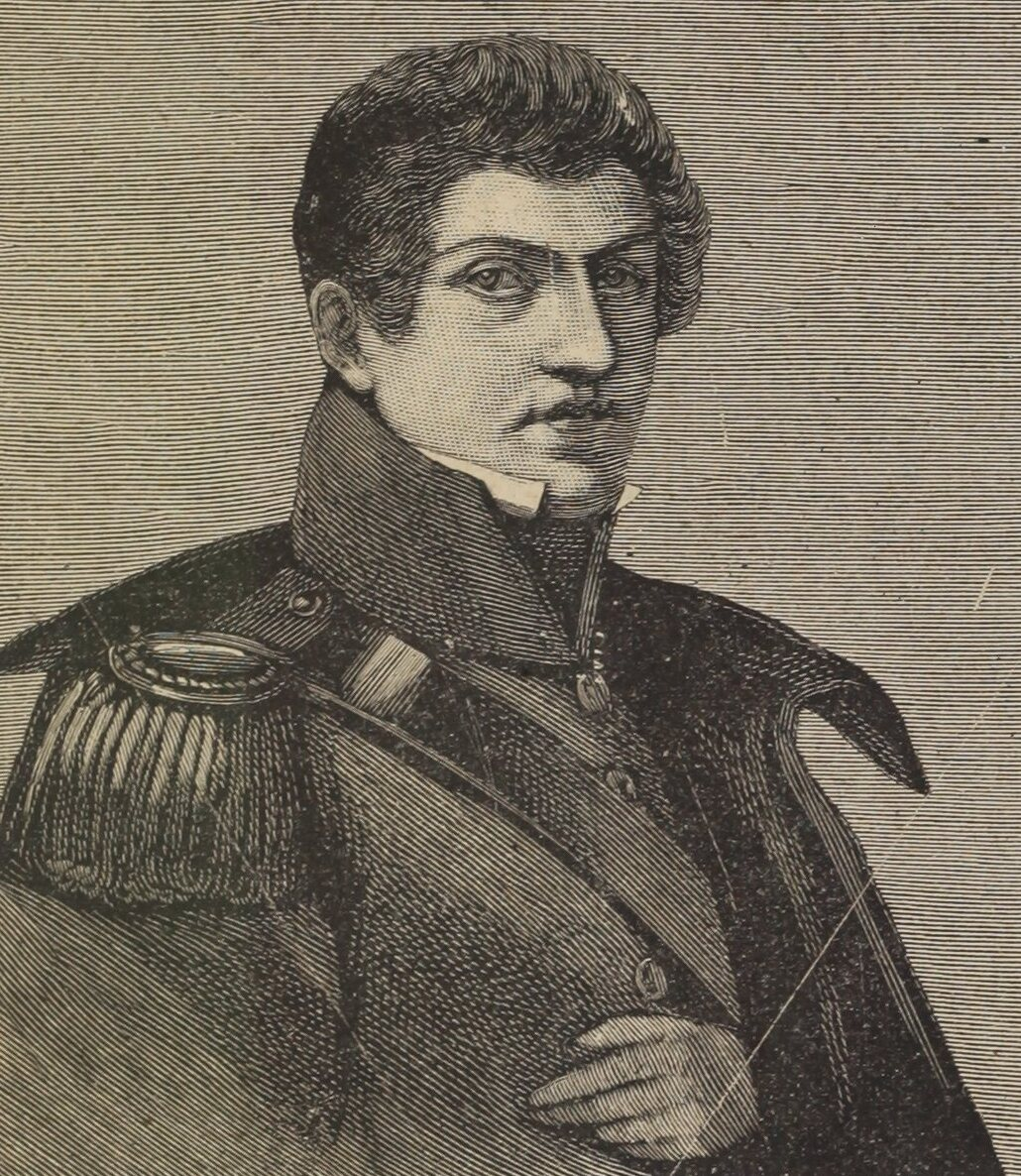
Autorretrato

Aleksander Lesser (13 de mayo de 1814-13 de marzo de 1884) fue un pintor y crítico de arte polaco de origen judío. Lesser se especializó en temas históricos y contemporáneos polacos. Fue miembro de la Academia de Aprendizaje de Cracovia y cofundador de Zachęta de Varsovia, la Sociedad para la Promoción de las Bellas Artes.

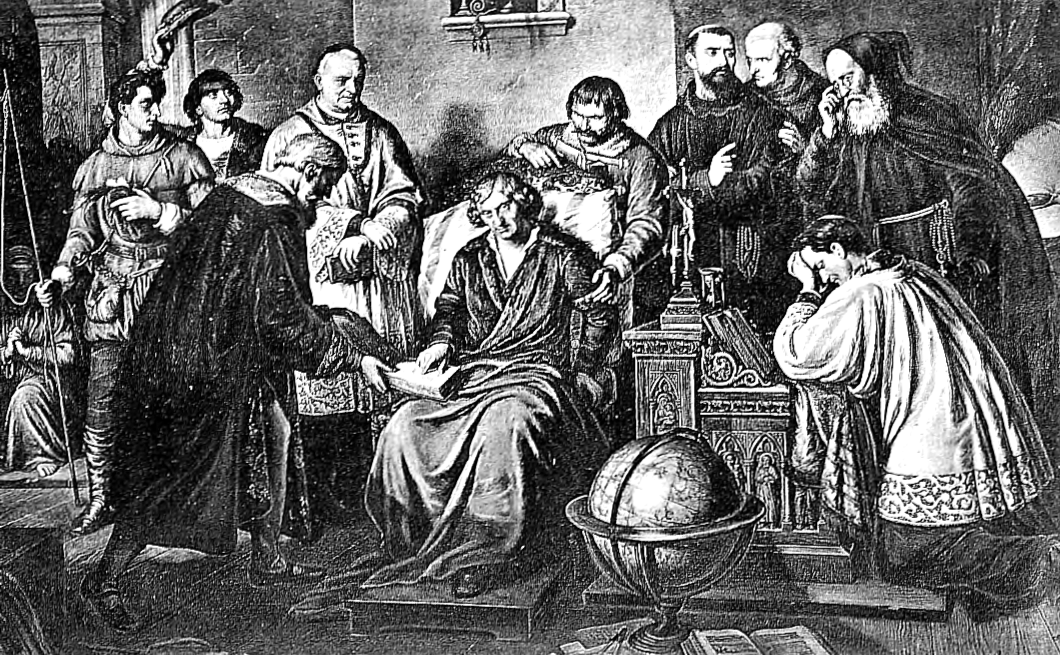
Los últimos momentos de Copérnico

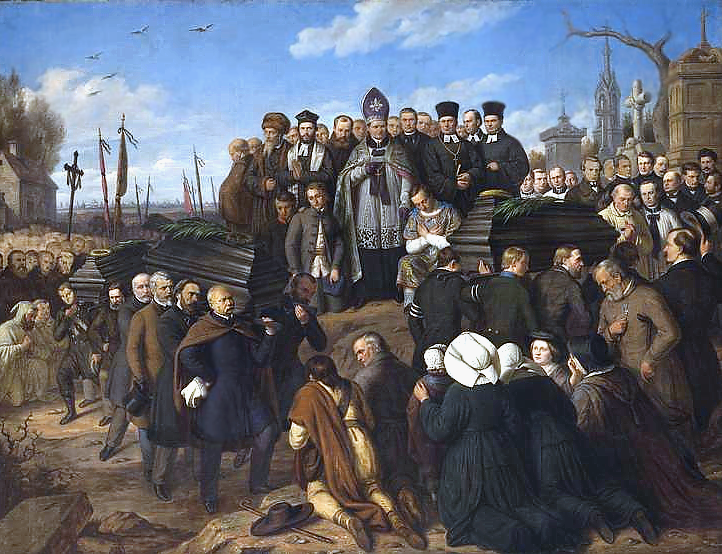
El funeral de los Cinco Caídos en 1861 (1861)

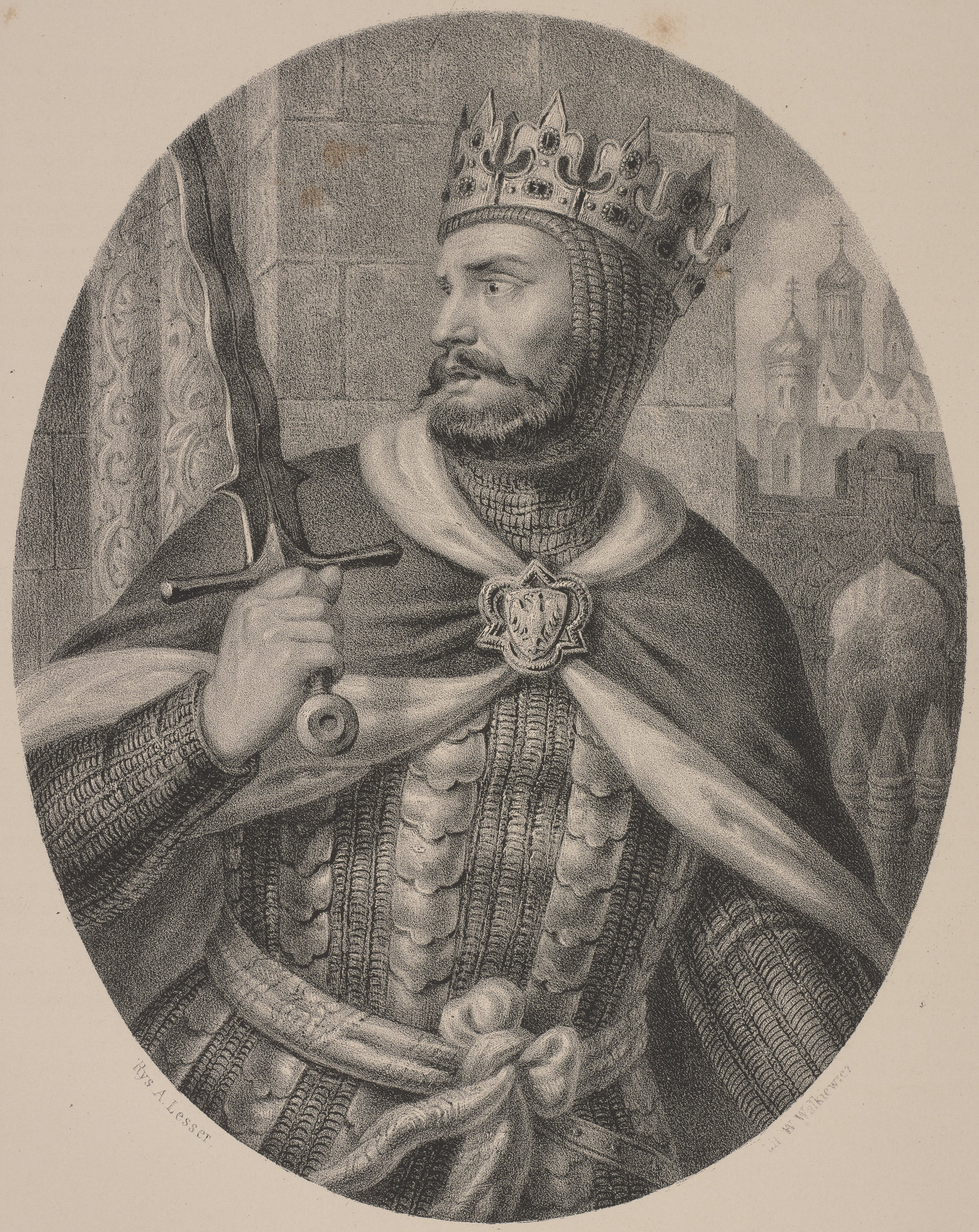
Boleslao I el Bravo

Las obras de Lesser se basaron en un serio estudio del pasado de Polonia.
Sus más famosas pinturas son:
- La defensa de Trembowla contra los turcos (1841)
- El funeral de los Cinco Caídos en 1861 (1861), que representa el entierro de los polacos de ascendencia católica y hebrea que habían sido asesinados por los cosacos rusos. El cuadro incluye católicos, ortodoxos orientales y clérigos judíos.
- Retratos de los reyes polacos - 40 retratos de los monarcas polacos. Las pinturas, con sus comentarios, se publicaron en Varsovia en 1860.

También son notables:
- La recuperación del cuerpo de Wanda desde el río Vístula.
- Kadlubek escribiendo su Crónica en un monasterio.
- El Joven Boleslao el Bocatorcida saliendo de Moravia.
- La coronación de Leszek I el Blanco.
- El tributo prusiano.
- Los últimos momentos de Copérnico.
- Pinturas con temas cristianos, por ejemplo, la transfiguración de Jesús, María Magdalena.